# Rudozem
Rudozem (bulharsky Рудозем) je město ležící v jižním Bulharsku, v jihozápadním cípu Západních Rodopů v údolích řeky Ardy a jejích přítoků. Je správním střediskem stejnojmenné obštiny a má přibližně 3 400 obyvatel.

## Historie
Místo je osídleno od mladší doby železné. V období Makedonské říše zde byla zahájena těžba rud, především olova, mědi, zinku a stříbra. V středověku zde vznikla byzantská pevnost Koznik a tu v polovině 14. století přenechala císařovna Anna Savojská bulharskému caru Ivanu Alexandrovi.
Od 14. století bylo sídlo součástí Osmanské říše a v 17. století je zaznamenáno jako Palas. V té době zde probíhala intenzivní a ve svém důsledku úspěšná islamizace obyvatelstva. V osmanském registru z roku 1841 jsou zde evidovány dvě vsi Büyük (velký) Palas a Küçuk (malý) Palas. Během rusko-turecké války sem v roce 1878 vstoupila ruská vojska, nicméně oblast zůstala turecká až do první balkánské války, kdy ji v roce 1912 získalo Bulharsko. Nedlouho poté byla zahájena násilná christianizace místních Pomaků, během níž bylo zbořeno 350 domů. Nicméně roku 1913 zde bylo ustanoveno sídlo obštiny. Byly uzavřeny islámské školy, což mělo za následek zvýšení negramotnosti. Skladba obyvatelstva se začala měnit příchodem křesťanů po první světové válce a urychlila se v důsledku výměny obyvatel mezi Řeckem a Bulharskem. Z té doby je dochován název Vojčinovo, jak křesťané nazývali horní část dědiny, přesto však došlo na přejmenování na současný název Rudozem, a to v roce 1934. V období socialismu zde bylo vybudováno centrum úprav barevných kovů a došlo k intenzivnímu nárůstu obyvatel. Rudozem je městem od roku 1960.

## Obyvatelstvo
K 15. září 2024 ve městě žilo 3 402 obyvatel a bylo zde trvale hlášeno 3 801 obyvatel. Podle sčítání 1. února 2011 bylo národnostní složení následující:
- Bulhaři: 2 504 (93.7 %)
- Turci: 22 (0.8 %)
- ostatní[p 2]: 146 (5.5 %)